# Ignacy Szamowski
Ignacy Szamowski herbu Prus I (ur. w 1759 w Witaszewicach, zm. 24 października 1827) – generał kawalerii, pułkownik, podczaszy orłowski w 1787 roku, konsyliarz województwa łęczyckiego w konfederacji targowickiej, poseł na sejm Księstwa Warszawskiego.

## Życiorys
Był najstarszym synem Felicjana i Marianny Eleonory z Kwiatkowskich, córki Jana Jaksy-Kwiatkowskiego, kasztelana inowłodzkiego. Ojciec Szamowskiego, działacz sejmikowy, w roku 1764 elektor Stanisława Augusta, był w latach 1765–71 wojskim orłowskim. Przystąpił w r. 1767 do konfederacji radomskiej i został jej konsyliarzem; tego roku obrano go deputatem z Łęczycy na Trybunał Koronny. Awansowany 25 I 1771 na łowczostwo inowłodzkie, został 30 IV 1772 cześnikiem inowłodzkim, a 2 VII tego roku podstolim orłowskim. Z ostatniego urzędu, podczaszostwa orłowskiego (od 3 XI 1776), zrezygnował w r. 1787 na rzecz Ignacego. Szamowski miał trzech braci: Romualda, Onufrego, chorążego kawalerii narodowej, i Mateusza, szambelana, członka łęczyckiej Komisji cywilno-wojskowej, oraz siostrę Magdalenę, żonę Antoniego Dzierzbickiego, cześnika inowłodzkiego i podstolego orłowskiego.
Był obecny 6 paźdzernika 1777 na zjeździe szlachty łęczyckiej, na którym ustalano barwy munduru wojewódzkiego. Asesorował na sejmikach deputackim w 1778 i przedsejmowym w 1786. Sam został deputatem na Trybunał Koronny z Łęczycy na sejmiku obradującym 15 lipca 1787; po rezygnacji ojca otrzymał 9 październiaka tego roku nominację na podczaszostwo orłowskie. W roku 1788 uczestniczył w elekcji deputata w Łęczycy, sejmik został rozdwojony, a Ignacy i jego brat Mateusz opowiedzieli się za kandydatem stronnictwa królewskiego Ignacym Stokowskim. W czasie Sejmu Wielkiego został obrany członkiem komisji przygotowującej nowe tabele podatkowe dla dóbr ziemskich i duchownych w pow. orłowskim. W trakcie reorganizowania armii otrzymał 9 grudnia 1791, po dziesięciu latach służby jako towarzysz sowity w 16. chorągwi Kawalerii Narodowej, dymisję w randze chorążego. W czasie przygotowań do sejmików lutowych w r. 1792 zaliczał się do grona przeciwników zaprzysiężenia Ustawy Rządowej i współdziałał z antykonstytucyjną opozycją. Wraz z innymi członkami rodziny zaangażował się następnie w tworzenie związku targowickiego w Łęczyckiem; po akcesie województwa z 6 sierpnia tego roku (konsyliarzem został wówczas jego brat Romuald) na kolejnym zjeździe skonfederowanej szlachty łęczyckiej 20 sierpnia sam złożył akces i został jednym z konsyliarzy związku.
Został w listopadzie 1806 komendantem Łęczycy, oswobodzonej przez oddziały generała Jana Henryka Dąbrowskiego. W połowie grudnia 1806 roku, epizodycznie w randze generała kawalerii sztabu, w dużym stopniu z własnych funduszów formował wojska z rekrutów z powiatów: brzezińskiego, gostyńskiego, łęczyckiego, orłowskiego oraz z Łęczycy i Łowicza. W Księstwie Warszawskim był od roku 1809 posłem na sejm z okręgu tworzonego przez powiaty łęczycki i orłowski. W 1811 roku został deputowanym z tego okręgu; występował tego roku jako pułkownik WP. Przewodniczył 30 VII 1812 zgromadzeniu obywateli gminnych powiatów łęczyckiego i orłowskiego, na którym uchwalono akces do Konfederacji Generalnej Królestwa Polskiego.
W roku 1826 posiadał Witaszewice, Witaliszewiczki, Komaszyce i Michałowice, ponadto kamienicę w Łęczycy oraz kapitały ulokowane na dobrach Szamów, Wargawa Młoda i Glinik. Zmarł 24 października 1827.